# Biessenhofen
Biessenhofen är en kommun och ort i Landkreis Ostallgäu i Regierungsbezirk Schwaben i förbundslandet Bayern i Tyskland.
Kommunen ingår i kommunalförbundet Biessenhofen tillsammans med kommunerna Aitrang, Bidingen och Ruderatshofen.